# 杜けあき
杜けあき（日语：／，1959年7月26日—），暱稱，前寶塚歌劇團雪組主演男役，相手是鮎ゆうき和紫とも 。本名狩野久美子，宮城縣仙台市人，身高165公分，AB型。

## 簡介
- 1977年，考入寶塚音樂學校。1979年，以第7名的成績進入寶塚歌劇團[4]:91，65期生[1][4]:91，同期生有南風舞（前星組主演娘役）、春風ひとみ（前月組娘役）、白川亜樹（前月組男役，女兒是現宙組主演男役芹香斗亞）。初舞台為花組公演『花影記』/『紅はこべ（紅花俠，改編艾瑪·奧希茲同名小說）』[4]:91，之後被分到雪組[4]:91。
- 1981年，『彷徨のレクイエム（徬徨的安魂曲）』她第一次擔任新人公演的主角。[1][5]:298而1983年的『恋のトリコロール（戀之三色旗）』則是她首次擔任寶塚Bow Hall公演的主角。[5]:225
- 1985年，升任雪組二番男役，只次於當時雪組主演男役平みち。[4]:1441988年就任雪組主演男役[4]:144，相手是鮎ゆうき，而兩人搭檔的第一座大劇場戲為『ムッシュ・ド・巴里（閣下・巴黎）』／『ラ・パッション!（La Passion!）』[5]:163。
- 1991年鮎ゆうき在『華麗なるギャツビー（大亨小傳）』東京公演結束後退團，第二任相手為紫とも，翌年『この恋は雲の涯まで（愛至雲涯）』是兩人搭檔的第一座大劇場戲。[5]:168
- 1993年3月31日『忠臣藏』東京公演結束後退團[4](亦為舊寶塚大劇場拆除前最後公演)，之後演出舞台劇、電視劇，也參加音樂會及晚餐秀等表演活動。

## 外部連結
- 杜けあき官方instagram
- 杜けあき官方網站 （页面存档备份，存于）
- 杜けあき官方推特 （页面存档备份，存于）